# Raili Viljakainen
Raili Viljakainen, född 29 januari 1954 i Helsingfors, är en finländsk operasångerska (sopran). 
Viljakainen sjöng 1978–1988 vid operan i Stuttgart och har sedan 1988 varit anställd som solist vid Finlands nationalopera. Hon besitter en flexibel lyrisk stämma, som lämpar sig speciellt väl för Wolfgang Amadeus Mozart samt italienska roller och lättare tyska roller. Viljakainen har även framgångsrikt framfört ny musik samt medverkat i konsert- och oratoriesammanhang. 